# Tectaria stearnsii
Tectaria stearnsii är en ormbunkeart som beskrevs av William Ralph Maxon. Tectaria stearnsii ingår i släktet Tectaria och familjen Tectariaceae. Inga underarter finns listade.